# Épécamps
Épécamps település Franciaországban, Somme megyében. Lakosainak száma 7 fő (2022. január 1.). Épécamps Bernaville, Domesmont, Gorges és Lanches-Saint-Hilaire községekkel határos.

## Népesség
A település népességének változása:
| Lakosok száma | 5    | 5    | 5    | 5    | 5    | 6    | 6    | 7    |
|               | 2013 | 2015 | 2017 | 2018 | 2019 | 2020 | 2021 | 2022 |